# Biotopschutz
Der Biotopschutz beinhaltet diverse Maßnahmen zum Erhalt oder zur Wiederherstellung von Lebensräumen bzw. Teillebensräumen einer Tier- oder Pflanzengemeinschaft (Biozönose). Der Biotopschutz soll des Weiteren dazu beitragen, die Artendiversität auch außerhalb von Schutzgebieten (Naturschutzgebiet, FFH-Gebiet) zu erhalten.
Folgende Charakteristiken von Biotopen sind zu beachten:
- die kritische Biotopqualität (qualitative Mindestausstattung zum Überleben einer Art erforderlich),
- die kritische Flächengröße (Minimalareal, unter dem die Population einer Art existieren kann),
- die räumliche Vernetzung von Teillebensräumen bei Arten (z. B. Biotopvernetzung von getrennten Nahrungs-, Überwinterungs- und Fortpflanzungshabitaten),
- die Trennung von gleichartigen Biotoptypen (auch zusätzlich durch Überwindungsbarrieren, z. B. Straßen bzw. intensive Nutzungsformen),
- die kollidierenden bzw. korrespondierenden Nutzungen (z. B. fischereiliche Teichnutzung),
- die Reaktion der zu erhaltenden Lebensgemeinschaften auf die Durchführung bestimmter Sicherungsmaßnahmen.